# Fullerton (Dacota do Norte)
Fullerton é uma cidade localizada no estado norte-americano de Dacota do Norte, no Condado de Dickey.

## Demografia
Segundo o censo norte-americano de 2000, a sua população era de 85 habitantes.
Em 2006, foi estimada uma população de 78, um decréscimo de 7 (-8.2%).

## Geografia
De acordo com o United States Census Bureau tem uma área de
0,9 km², dos quais 0,9 km² cobertos por terra e 0,0 km² cobertos por água. Fullerton localiza-se a aproximadamente 440 m acima do nível do mar.

## Localidades na vizinhança
O diagrama seguinte representa as localidades num raio de 28 km ao redor de Fullerton.